# Präsident des Europäischen Parlaments
Der Präsident des Europäischen Parlaments, auch oft als EU-Parlamentspräsident bezeichnet, leitet die Aktivitäten des Europäischen Parlaments und die dem Parlament unterstellten Institutionen. Seit dem 18. Januar 2022 ist Roberta Metsola Präsidentin des Europäischen Parlaments.

## Aufgaben
Als Parlamentspräsident hat sie den Vorsitz bei den Plenarsitzungen und repräsentiert das Parlament in allen Außenangelegenheiten, etwa gegenüber anderen EU-Institutionen oder auf internationaler Ebene. Bei den Gipfeltreffen des Europäischen Rates erstattet sie den Staats- und Regierungschefs Bericht über die Standpunkte des Parlaments.
Zusammen mit dem Vorsitzenden des Rates der EU unterzeichnet sie die nach dem ordentlichen Gesetzgebungsverfahren erlassenen EU-Rechtsakte, bevor diese im Amtsblatt der Europäischen Union veröffentlicht werden (Art. 297 AEU-Vertrag).
Im Einzelnen sind die Aufgaben des Parlamentspräsidenten in Art. 20 der Geschäftsordnung des Europäischen Parlaments geregelt.

### Präsidium
Die Präsidentin wird von einem Präsidium unterstützt, das auch als Büro bezeichnet wird. Das Büro ist die für das Budget des Parlaments und für Verwaltungsangelegenheiten verantwortliche Behörde. Es besteht aus der Präsidentin, insgesamt vierzehn Vize-Präsidenten und fünf Quästoren, die die Interessen der Parlamentarier als Abgeordnete vertreten. Die Mitglieder des Präsidiums werden von den Mitgliedern des Europäischen Parlaments aus deren Mitte gewählt.

### Konferenz der Präsidenten
Des Weiteren führt der Parlamentspräsident den Vorsitz bei der Konferenz der Präsidenten, die aus ihr selbst sowie den Vorsitzenden der Fraktionen des Europäischen Parlaments besteht. Die Konferenz der Präsidenten ist insbesondere für die Festlegung der Tagesordnung der Parlamentssitzungen zuständig.

## Wahl des Präsidenten
Der Parlamentspräsident wird nach Art. 14 Abs. 4 EU-Vertrag vom Parlament aus seiner Mitte gewählt. Er benötigt die absolute Mehrheit der abgegebenen Stimmen. Wenn dies nicht im ersten Wahlversuch zustande kommt, können neue Kandidaten für die Präsidentschaft, in dem zweiten und dritten Wahlversuch, hinzukommen, jedoch können im vierten Wahlversuch nur die beiden Kandidaten des dritten teilnehmen, die die meisten Stimmen erzielt haben. Die Amtszeit des Parlamentspräsidenten sowie der anderen Mitglieder des Präsidiums beträgt zweieinhalb Jahre, also eine halbe Legislaturperiode des Parlaments.
Üblicherweise teilen sich jeweils die beiden größten Fraktionen des Europäischen Parlaments, nämlich die Fraktion der Europäischen Volkspartei (EVP) und die Progressive Allianz der Sozialisten und Demokraten im Europäischen Parlament (S&D) je zwei Amtszeiten auf, sodass in der ersten Hälfte der Legislaturperiode ein Vertreter der einen und in der zweiten Hälfte ein Vertreter der anderen Fraktion das Parlament leitet.
Auch die weiteren Mitglieder des Präsidiums werden vom Europäischen Parlament aus seiner Mitte gewählt, wobei hier im Allgemeinen auch die anderen Fraktionen entsprechend ihrer Größe zum Zuge kommen. In der ersten Hälfte der Legislaturperiode 2009–2014 waren jedoch die kleine europaskeptische Fraktion Europa der Freiheit und der Demokratie (EFD) sowie anfangs auch die nationalkonservative Fraktion Europäische Konservative und Reformisten (EKR) nicht im Präsidium vertreten; die Linksfraktion GUE/NGL stellte keinen Vizepräsidenten, sondern nur einen Quästor. Der EKR-Abgeordnete Edward McMillan-Scott, der gegen den Willen seines Fraktionsvorsitzenden zum Vizeparlamentspräsidenten gewählt worden war, wurde unmittelbar danach aus seiner Fraktion ausgeschlossen und schloss sich später der liberalen Fraktion ALDE an. Im Gegenzug wurde nach dem Rücktritt der ALDE-Abgeordneten Silvana Koch-Mehrin als Vizepräsidentin im Juli 2011 das EKR-Mitglied Giles Chichester nachgewählt. Bei der Neuwahl des Präsidiums für die zweite Hälfte der Legislaturperiode wurden am 18. Januar 2012 Mitglieder aller Fraktionen mit Ausnahme der EFD gewählt, wobei die GUE/NGL erneut nur mit einem Quästor vertreten war.

## Liste der Präsidenten des Europäischen Parlaments
| Bezeichnung                      | Amtszeit  | Bild                    | Name                                         | Politische Zugehörigkeit | Herkunftsstaat         |
| -------------------------------- | --------- | ----------------------- | -------------------------------------------- | ------------------------ | ---------------------- |
| Allgemeine Versammlung           | 1952–1954 | Paul-Henri Spaak        | Paul-Henri Spaak                             | Sozialist                | Belgien                |
| Allgemeine Versammlung           | 1954      | Alcide De Gasperi       | Alcide De Gasperi (starb am 19. August 1954) | Christdemokrat           | Italien                |
| Allgemeine Versammlung           | 1954–1956 | Giuseppe Pella          | Giuseppe Pella                               | Christdemokrat           | Italien                |
| Allgemeine Versammlung           | 1956–1958 | Hans Furler             | Hans Furler                                  | Christdemokrat           | Deutschland            |
| Parlamentarische Versammlung     | 1958–1960 | Robert Schuman          | Robert Schuman                               | Christdemokrat           | Frankreich             |
| Parlamentarische Versammlung     | 1960–1962 | Hans Furler             | Hans Furler                                  | Christdemokrat           | Deutschland            |
| Europäisches Parlament (ernannt) | 1962–1964 | Gaetano Martino         | Gaetano Martino                              | Liberaler                | Italien                |
| Europäisches Parlament (ernannt) | 1964–1965 | Jean Pierre Duvieusart  | Jean Pierre Duvieusart                       | Christdemokrat           | Belgien                |
| Europäisches Parlament (ernannt) | 1965–1966 | Victor Leemans          | Victor Leemans                               | Christdemokrat           | Belgien                |
| Europäisches Parlament (ernannt) | 1966–1969 | Alain Poher             | Alain Poher                                  | Christdemokrat           | Frankreich             |
| Europäisches Parlament (ernannt) | 1969–1971 | Mario Scelba            | Mario Scelba                                 | Christdemokrat           | Italien                |
| Europäisches Parlament (ernannt) | 1971–1973 | Walter Behrendt         | Walter Behrendt                              | Sozialdemokrat           | Deutschland            |
| Europäisches Parlament (ernannt) | 1973–1975 | Cornelis Berkhouwer     | Cornelis Berkhouwer                          | Liberaler                | Niederlande            |
| Europäisches Parlament (ernannt) | 1975–1977 | Georges Spénale         | Georges Spénale                              | Sozialist                | Frankreich             |
| Europäisches Parlament (ernannt) | 1977–1979 | Emilio Colombo          | Emilio Colombo                               | Christdemokrat           | Italien                |
| 1. Wahlperiode                   | 1979–1982 | Simone Veil             | Simone Veil                                  | LDR                      | Frankreich             |
| 1. Wahlperiode                   | 1982–1984 | Piet Dankert            | Piet Dankert                                 | Soc                      | Niederlande            |
| 2. Wahlperiode                   | 1984–1987 | Pierre Pflimlin         | Pierre Pflimlin                              | EVP                      | Frankreich             |
| 2. Wahlperiode                   | 1987–1989 | Lord Plumb              | Lord Plumb                                   | ED                       | Vereinigtes Königreich |
| 3. Wahlperiode                   | 1989–1992 | Enrique Barón Crespo    | Enrique Barón Crespo                         | Soc                      | Spanien                |
| 3. Wahlperiode                   | 1992–1994 | Egon Klepsch            | Egon Klepsch                                 | EVP                      | Deutschland            |
| 4. Wahlperiode                   | 1994–1997 | Klaus Hänsch            | Klaus Hänsch                                 | SPE                      | Deutschland            |
| 4. Wahlperiode                   | 1997–1999 | José María Gil-Robles   | José María Gil-Robles                        | EVP                      | Spanien                |
| 5. Wahlperiode                   | 1999–2002 | Nicole Fontaine         | Nicole Fontaine                              | EVP                      | Frankreich             |
| 5. Wahlperiode                   | 2002–2004 | Pat Cox                 | Pat Cox                                      | ELDR                     | Irland                 |
| 6. Wahlperiode                   | 2004–2007 | Josep Borrell Fontelles | Josep Borrell Fontelles                      | SPE                      | Spanien                |
| 6. Wahlperiode                   | 2007–2009 | Hans-Gert Pöttering     | Hans-Gert Pöttering                          | EVP                      | Deutschland            |
| 7. Wahlperiode                   | 2009–2012 | Jerzy Buzek             | Jerzy Buzek                                  | EVP                      | Polen                  |
| 7. Wahlperiode                   | 2012–2014 | Martin Schulz           | Martin Schulz                                | SPE                      | Deutschland            |
| 7. Wahlperiode                   | 2014      | Gianni Pittella         | Gianni Pittella                              | SPE                      | Italien                |
| 8. Wahlperiode                   | 2014–2017 | Martin Schulz           | Martin Schulz                                | SPE                      | Deutschland            |
| 8. Wahlperiode                   | 2017–2019 | Antonio Tajani          | Antonio Tajani                               | EVP                      | Italien                |
| 9. Wahlperiode                   | 2019–2022 | David Sassoli           | David Sassoli (starb am 11. Januar 2022)     | SPE                      | Italien                |
| 9. Wahlperiode                   | 2022–2024 | Roberta Metsola         | Roberta Metsola                              | EVP                      | Malta                  |
| 10. Wahlperiode                  | 2024–     | Roberta Metsola         | Roberta Metsola                              | EVP                      | Malta                  |

## Mitglieder des Präsidiums

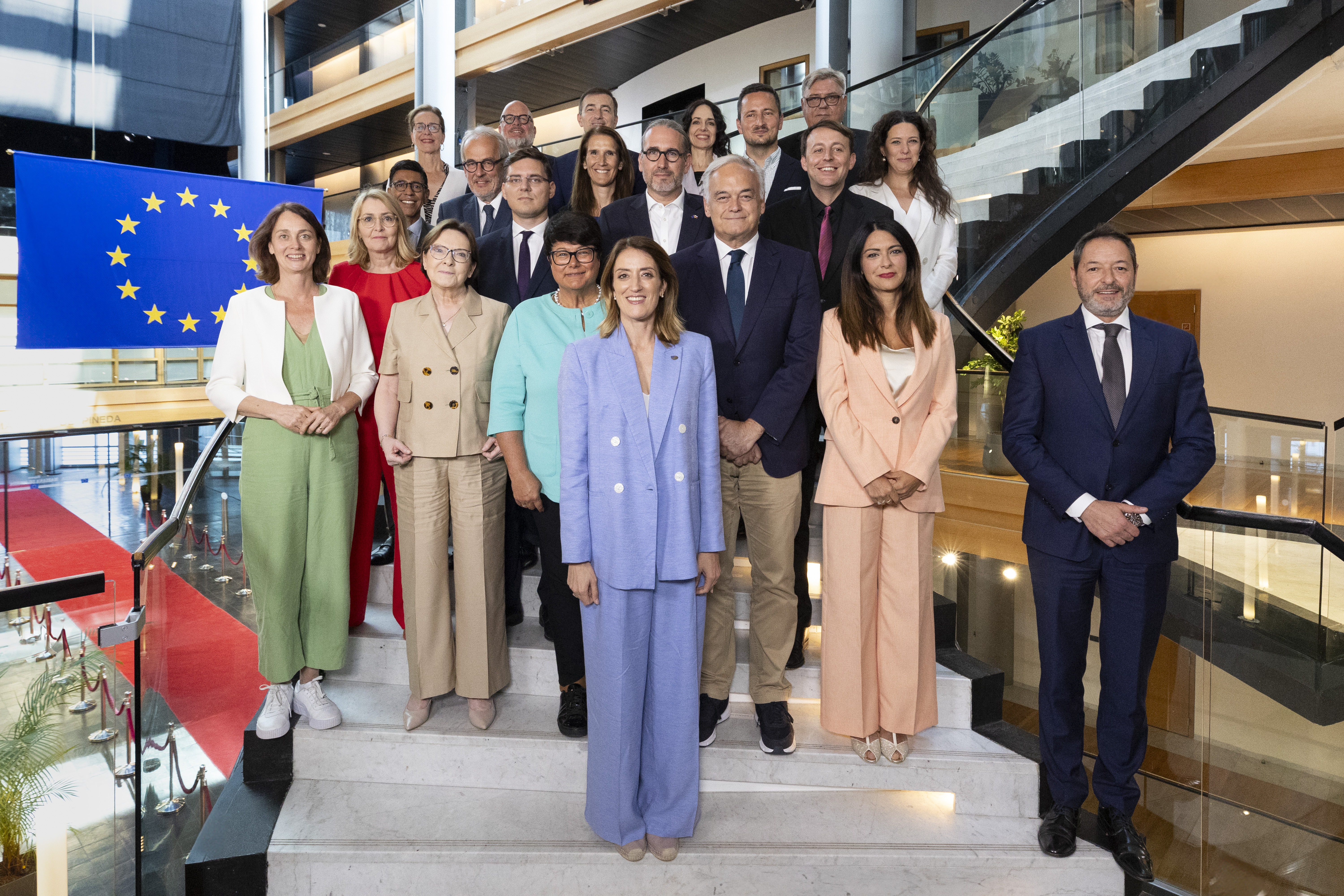
Präsidium des Parlaments zu Beginn der 10. Wahlperiode

Am 16. Juli 2024 wurde zu Beginn der 10. Wahlperiode Roberta Metsola als Präsidentin des Europäischen Parlaments bestätigt. Die 14 Vizepräsidenten wurden:
- Sabine Verheyen (EVP, DE)
- Ewa Kopacz (EVP, PL)
- Esteban González Pons (EVP, ES)
- Katarina Barley (S&D, DE)
- Pina Picierno (S&D, IT)
- Victor Negrescu (S&D, RO)
- Martin Hojsík (Renew, SK)
- Christel Schaldemose (S&D, DK)
- Javi López (S&D, ES)
- Sophie Wilmès (Renew, BE)
- Nicolae Ştefănuţă (Grüne/EFA, RO)
- Roberts Zīle (EKR, LV)
- Antonella Sberna (EKR, IT)
- Younous Omarjee (Die Linke, FR)

## Frühere Mitglieder des Präsidiums
Nach dem Tod von David Sassoli im Januar 2022 wurde Roberta Metsola zur Präsidentin des Europäischen Parlaments gewählt. Sie hat 14 Stellvertreter (Vizepräsidenten). Neun Vizepräsidenten wurden im ersten Wahlgang gewählt, drei im zweiten Wahlgang und zwei im dritten Wahlgang. Anstelle der bisherigen Vizepräsidenten  Klára Dobrev, Lívia Járóka, Marcel Kolaja und Fabio Massimo Castaldo wurden Pina Picierno, Eva Kaili, Evelyn Regner, Michal Šimečka und Roberts Zīle Vizepräsidenten. Nach der Absetzung von Eva Kaili wurde Marc Angel neuer Vizepräsident. Nachdem Michal Šimečka nach der Nationalratswahl in der Slowakei 2023 seinen Posten im Europäischen Parlament aufgab und als Oppositionsführer in den Slowakischen Nationalrat wechselte, wurde sein Parteikollege Martin Hojsík zu seinem Nachfolger gewählt.
| Name                   | Fraktion     | Herkunftsstaat | Anmerkungen |
| ---------------------- | ------------ | -------------- | ----------- |
| Pedro Silva Pereira    | S&D          | Portugal       |             |
| Rainer Wieland         | EVP          | Deutschland    |             |
| Katarina Barley        | S&D          | Deutschland    |             |
| Othmar Karas           | EVP          | Österreich     |             |
| Ewa Kopacz             | EVP          | Polen          |             |
| Dita Charanzová        | Renew Europe | Tschechien     |             |
| Jan-Christoph Oetjen   | Renew Europe | Deutschland    |             |
| Heidi Hautala          | Grüne/EFA    | Finnland       |             |
| Dimitrios Papadimoulis | GUE/NGL      | Griechenland   |             |
| Pina Picierno          | S&D          | Italien        |             |
| Marc Angel             | S&D          | Luxemburg      |             |
| Evelyn Regner          | S&D          | Österreich     |             |
| Martin Hojsík          | Renew Europe | Slowakei       |             |
| Roberts Zīle           | ECR          | Lettland       |             |

In der Legislaturperiode ab 2019 war David Sassoli bis zu seinem Tod im Januar 2022 Präsident des Europäischen Parlaments. Er hatte 14 Stellvertreter (Vizepräsidenten).
| Name                   | Fraktion     | Herkunftsstaat | Anmerkungen |
| ---------------------- | ------------ | -------------- | ----------- |
| Mairead McGuinness     | EVP          | Irland         |             |
| Pedro Silva Pereira    | S&D          | Portugal       |             |
| Rainer Wieland         | EVP          | Deutschland    |             |
| Katarina Barley        | S&D          | Deutschland    |             |
| Othmar Karas           | EVP          | Österreich     |             |
| Ewa Kopacz             | EVP          | Polen          |             |
| Klára Dobrev           | S&D          | Ungarn         |             |
| Dita Charanzová        | Renew Europe | Tschechien     |             |
| Nicola Beer            | Renew Europe | Deutschland    |             |
| Lívia Járóka           | EVP          | Ungarn         |             |
| Heidi Hautala          | Grüne/EFA    | Finnland       |             |
| Marcel Kolaja          | Grüne/EFA    | Tschechien     |             |
| Dimitrios Papadimoulis | GUE-NGL      | Griechenland   |             |
| Fabio Massimo Castaldo | NI           | Italien        |             |

In der zweiten Hälfte der Legislaturperiode 2014 bis 2019 war Antonio Tajani (EVP) Präsident des Europäischen Parlaments. Er hatte 14 Stellvertreter (Vizepräsidenten).
| Name                   | Fraktion  | Herkunftsstaat | Anmerkungen                          |
| ---------------------- | --------- | -------------- | ------------------------------------ |
| Antonio Tajani         | EVP       | Italien        | Präsident                            |
| Mairead McGuinness     | EVP       | Irland         |                                      |
| Bogusław Liberadzki    | S&D       | Polen          |                                      |
| David Sassoli          | S&D       | Italien        |                                      |
| Rainer Wieland         | EVP       | Deutschland    |                                      |
| Sylvie Guillaume       | S&D       | Frankreich     |                                      |
| Ryszard Czarnecki      | EKR       | Polen          |                                      |
| Ramón Luis Valcárcel   | EVP       | Spanien        |                                      |
| Evelyne Gebhardt       | S&D       | Deutschland    |                                      |
| Pavel Telička          | ALDE      | Tschechien     |                                      |
| Lívia Járóka           | EVP       | Ungarn         | Ersatz für Ildikó Gáll-Pelcz         |
| Ioan Mircea Pașcu      | S&D       | Rumänien       |                                      |
| Dimitrios Papadimoulis | GUE-NGL   | Griechenland   |                                      |
| Heidi Hautala          | Grüne/EFA | Finnland       | Ersatz für Ulrike Lunacek            |
| Fabio Massimo Castaldo | EFDD      | Italien        | Ersatz für Alexander Graf Lambsdorff |

Außerdem gibt es fünf Quästoren.
| Name                     | Fraktion | Herkunftsstaat         |
| ------------------------ | -------- | ---------------------- |
| Elisabeth Morin-Chartier | EVP      | Frankreich             |
| Andrej Kowatschew        | EVP      | Bulgarien              |
| Vladimír Maňka           | S&D      | Slowakei               |
| Catherine Bearder        | ALDE     | Vereinigtes Königreich |
| Karol Karski             | EKR      | Polen                  |